# Umm Zahmak
Umm Zahmak (arab. أم زهمك) – wieś w Syrii, w muhafazie Hama. W 2004 roku liczyła 306 mieszkańców.